# 吉田久

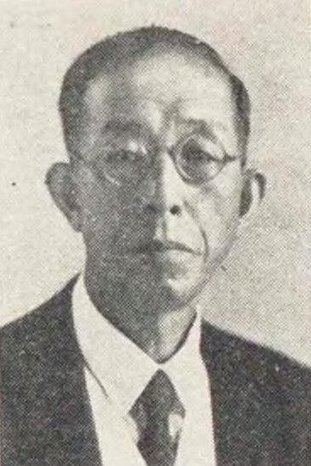
吉田久

吉田 久（よしだ ひさし、1884年（明治17年）8月21日 - 1971年（昭和46年）9月20日）は、日本の裁判官、貴族院議員、大学教授である。福井県出身。位階および勲等は従三位・勲三等。

## 出生と経歴
1884年8月21日、福井市佐佳枝上町の八百屋の長男として出生し、幼い頃から神童と呼ばれていたため、店をたたみ上京。一家は人力車業を営んだが、次第に振るわなくなり、日清戦争開戦の年、番町高等小学校尋常科を中退し、福井に戻ることとなった。後再び上京し、裁判所の給仕をして生計を立てた。弁護士の書生をしながら東京法学院（のちの中央大学）にて学ぶ。1905年（明治38年）に東京法学院を卒業し判事検事登用試験に次席合格する。司法官試補、検事を経て判事となる。

## 横濱専門学校（現神奈川大学）創立に協力
神奈川大学創設者米田吉盛が1927年（昭和2年）に神田錦町の錦城中学校の校舎の一部を借りて、巡査及び看守に民事法学及び刑事法学の一般を授けることを目的とする特殊学校を開いたが、当初より、吉田久は林頼三郎からの委嘱で、同僚西川一男と民事法を担当して学生の指導に当たった。翌1928年（昭和3年）には、横浜駅（現在の桜木町駅）側のコンクリート建物桜木会館2階に移転し、横浜学院と称した。1930年（昭和5年）には六角橋に移転。1942年（昭和17年）に母校中央大学の教務が多忙になったので、教授職を退いた。

## 翼賛選挙無効判決
1942年（昭和17年）に行われた第21回衆議院議員総選挙（翼賛選挙）をめぐって提起されていた選挙無効訴訟（鹿児島2区選挙無効事件）において1945年（昭和20年）3月1日、大審院第三民事部の部長判事（裁判長）だった吉田は「鹿児島2区の選挙は無効」とする判決を下した。同事件の審理に際して吉田は4人の陪席裁判官と共に鹿児島へ出張して鹿児島県知事の薄田美朝を含む187人もの証人を尋問しており、この出張尋問は大審院内部でも「壮挙」と評された。
なお同判決の判決原本は東京大空襲の際に焼失したとされており、大審院民事判例集にも登載されておらず「幻の判決文」とされていたが1985年8月、最高裁判所の倉庫で40年ぶりに見つかり、2006年（平成18年）8月にその事実がNHKなどで報道された。

## その後の人生
翼賛選挙無効判決宣告の4日後、吉田は司法大臣 松阪広政に辞表を提出し裁判官を辞職した。その後は大審院判事在職中より出講していた（当時は裁判官が大学や専門学校で教鞭をとることが認められていた）中央大学の講師を続けていたが、終戦時まで「危険人物」として特高警察の監視下に置かれていた。
戦後は鳩山一郎の推薦により日本自由党政務調査会顧問に就任し、同党の憲法改正要綱中の司法権に関する規定（司法権の独立強化と大審院長の天皇直隷、大審院長の下級裁判所に対する独立監督権、検察庁の裁判所からの分離を規定）を起草した。
1946年（昭和21年）8月21日には貴族院議員に勅選され交友倶楽部に所属し、参議院議員選挙法の立案などに携わる。翌年5月2日、貴族院の廃止により議員を退任した吉田は中央大学に復帰し、教授として迎えられる。
60年安保の当時、吉田は大学院の研究科長をしており安保闘争に学生が参加することについては批判的な意見を持っていたが、指導していた院生の吉田豊（現在 東京学芸大学名誉教授、元中央大学法学部教授）が読んでいた『アサヒグラフ』に座り込みをする学生を殴打する警官隊の写真が掲載されているのを見て、法学部に貸切りバスを呼んで「学生も教員もこれに乗って国会に行け」と言ったという。吉田は思想的には保守派に属していたが、戦時中の体験から権力の横暴やファシズムを嫌っており、いかなる思想も暴力で弾圧されてはならないという信条の持ち主だったと、吉田豊は回顧している。
中央大学退職後は千葉商科大学で教鞭をとる。
1971年（昭和46年）9月20日に老衰により日本大学附属病院にて逝去。87歳没。墓所は青山霊園に在する。